# SPORTS GROOVE!!
SPORTS GROOVE!!（スポーツ・グルーヴ!!）は2009年10月3日から2011年9月24日まで、JFN系列各局で放送されていたスポーツ情報番組である。放送時間は毎週土曜 6:00 - 8:55。
『FMさわやかスタジオ〜土曜日です』『MORNING CUBE〜SATURDAY NETWORK〜』『RADIO JAPAN』『SATURDAY ON THE WAY』に至るまでの半世紀にわたってリスナーメッセージと楽曲、一週間のニュースをまとめるなど、「音楽＋情報番組」としてのカラーで放送してきたが、当番組からは「スポーツ」に特化した番組に転換されている。
後番組は当番組と「珠久美穂子の、気分はバーディーラッシュ!」（FM OSAKA製作）の事実上の統合番組である『サタ☆スポ』。

## パーソナリティー
- 近藤祐司
- 磯部さちよ

## ネット局
- 全て毎週土曜の放送で、放送時間の早い順から記載。なお、放送時間は2010年10月 - 最終回のもの。
- 上記のタイムテーブルにもあるように、7:20・8:20は地域情報を挿入出来るようになっており、JFNCからはCM枠よりも長く3 - 4分BGMを配信した。

| 放送対象地域   | 放送局名                                    | 放送時間                | 中断                                                                                                |
| -------------- | ------------------------------------------- | ----------------------- | --------------------------------------------------------------------------------------------------- |
| 岩手県         | エフエム岩手（FM IWATE）                    | 6:00 - 8:55             | 7:21 - 7:25：FMインフォメーション                                                                   |
| 福島県         | エフエム福島（ふくしまFM）                  | 6:00 - 8:55             | |
| 群馬県         | エフエム群馬（FMぐんま）                    | 6:00 - 8:55             | |
| 石川県         | エフエム石川（HELLO FIVE）                  | 6:00 - 8:55             | 7:55 - 8:00：快適生活ラジオショッピング                                                             |
| 福井県         | 福井エフエム放送（FM FUKUI）                | 6:00 - 8:55             | |
| 長野県         | 長野エフエム放送（FM長野）                  | 6:00 - 8:55             | 8:20 - 8:25：Power Play 8:25 - 8:30：松本市ワンポイントガイド                                       |
| 岐阜県         | 岐阜エフエム放送（Radio80）                 | 6:00 - 8:55             | |
| 三重県         | 三重エフエム放送（レディオキューブ FM三重） | 6:00 - 8:55             | 7:22 - 7:27：Radio Cube Traffic                                                                     |
| 兵庫県         | 兵庫エフエム放送（Kiss FM KOBE）            | 6:00 - 8:55             | 7:23 - 7:30：Kiss HOME DOCTOR                                                                       |
| 山口県         | エフエム山口（FMY）                         | 6:00 - 8:55             | 8:20 - 8:25：道路交通情報 8:25 - 8:30：PUSH ONE                                                     |
| 島根県・鳥取県 | エフエム山陰（V-air）                       | 6:00 - 8:55             | 7:55 - 8:00：ゴルフ大好き宣言                                                                       |
| 高知県         | エフエム高知（Hi-Six）                      | 6:00 - 8:55             | |
| 佐賀県         | エフエム佐賀（FMS）                         | 6:00 - 8:55             | |
| 熊本県         | エフエム熊本（FMK）                         | 6:00 - 8:55             | 7:22 - 7:27：POWER WAVE                                                                             |
| 宮崎県         | エフエム宮崎（JOY FM）                      | 6:00 - 8:55             | |
| 鹿児島県       | エフエム鹿児島（μFM）                       | 6:00 - 8:55             | 7:22 - 7:27：μパブリック                                                                            |
| 沖縄県         | エフエム沖縄（FM沖縄）                      | 6:00 - 8:55             | |
| 山形県         | エフエム山形（Rhythm Station）              | 6:00 - 7:00             | |
| 富山県         | 富山エフエム放送（FMとやま）                | 6:00 - 7:30             | |
| 広島県         | 広島エフエム放送（HFM）                     | 6:00 - 7:54             | |
| 新潟県         | エフエムラジオ新潟（FM-NIIGATA）            | 6:00 - 7:55             | |
| 秋田県         | エフエム秋田（AFM）                         | 6:00 - 8:00             | |
| 栃木県         | エフエム栃木（RADIO BERRY）                 | 6:00 - 8:00             | |
| 大分県         | エフエム大分（Air-Radio FM88）              | 6:00 - 8:00             | 7:55 - 8:00：快適生活ラジオショッピング                                                             |
| 青森県         | エフエム青森（AFB）                         | 6:00 - 8:30             | 7:55 - 8:00：クロタキ不動産 Radio Life Station                                                      |
| 宮城県         | エフエム仙台（Date FM）                     | 7:00 - 8:55             | 7:55 - 8:00：Date FM Information                                                                    |
| 滋賀県         | エフエム滋賀（e-radio）                     | 8:00 - 8:55             | 8:21：交通情報                                                                                      |
| 岡山県         | 岡山エフエム放送（FM OKAYAMA）              | 8:00 - 8:55             | |
| 香川県         | エフエム香川（FM香川）                      | 8:00 - 8:55             | |
| 長崎県         | エフエム長崎（FM Nagasaki）                 | 6:00 - 7:30 8:00 - 8:55 | 7:30 - 7:55：中山秀征のJAPAN RHYTHM 7:55 - 8:00：タウンナビ 8:18 - 8:23：快適生活ラジオショッピング |